# Ares (DC Comics)
Ares è un personaggio dei fumetti statunitensi creato da William Moulton Marston, pubblicato dall'editore statunitense DC Comics.
Basato sull'omonima figura mitologica greca, è il dio della guerra e avversario principale di Wonder Woman.

## Storia editoriale
Il personaggio è esordito in Wonder Woman (vol. 1) n. 1, del 1942. Nel numero successivo riapparve con l'equivalente nome del dio romano Marte, nome che avrebbe mantenuto fino al febbraio 1987, quando lo scrittore George Pérez avrebbe ripristinato il nome greco, come parte del rilancio del personaggio di Wonder Woman.

## Caratterizzazione del personaggio
Per garantire la continuità narrativa del fumetto, Ares è stato adeguato nel corso degli anni da diversi autori, facendogli assumere diverse personalità e nuove apparenze fisiche. La sua attuale incarnazione, negli ultimi anni, è apparsa in due forme: sia come un uomo muscoloso biondo in abiti contemporanei con gli occhi rossi e un busto segnato, che come un guerriero demoniaco greco vestito di armatura da battaglia in nero e blu, volto nascosto e casco da oplita.
Ares ha cercato di realizzare la sua visione della guerra eterna e dei conflitti nel mondo degli uomini. In opposizione ad Afrodite, dea dell'amore, ha cercato di realizzare una realtà contraria alla civiltà d'amore. Quando Ares scherniva Afrodite con il successo dei suoi piani, la dea dell'amore modellò dall'argilla una nuova razza di donne, le Amazzoni, che costruirono una città-stato chiamata Amazzonia.

## Poteri e abilità
Come tutti gli Dei dell'Olimpo, Ares possiede forza, resistenza e velocità sovrumane, in grado di mettere in difficoltà esseri potenti come Wonder Woman e Superman. 
Inoltre, è un maestro del conflitto e della strategia con capacità guerriere impressionanti e secoli di esperienza nel settore e ha il completo comando telecinetico e padronanza di qualsiasi arma o armatura. Per quanto riguarda il suo essere dio della guerra, azioni ed emozioni violente come rabbia, odio, morte e spargimento di sangue lo rendono più forte e guariscono tutte le ferite che può ricevere, poiché la sua anima è in grado di assorbire l'energia psichica creata da tali eventi. La sua armatura è praticamente indistruttibile ed, essendo un dio, è anche immortale e non può essere danneggiato dalle armi mortali, solo magiche. Grazie ai suoi poteri Ares è in grado di evocare armi a suo piacimento o un intero esercito dall'aldilà. Può aumentare a piacimento le proprie dimensioni, accrescendo enormemente le proprie capacità, e può cambiare forma in qualsiasi forma desideri e può teletrasportare se stesso e gli altri. Può anche emettere energia di enorme potenza riuscendo anche a spazzare via un'intera città con un colpo solo e possiede capacità pirocinetiche illimitate. Ha anche poteri telepatici e di illusione: può comunicare mentalmente con i suoi adoratori, trasmettendo la sua immagine a distanza interdimensionale e forse può fare lo stesso con qualsiasi altro essere intelligente. Ares può anche controllare direttamente le menti dei suoi seguaci viventi; degenereranno e mostreranno caratteristiche da cadavere, poi moriranno quando gli effetti passeranno. Può anche avvolgersi nell'energia oscura per volare.

## Altri media

### Cinema
- Ares è anche l'antagonista principale nel film d'animazione direct-to-video Wonder Woman. In questa versione è leggermente diverso per il fatto che ha i capelli lunghi color platino, anche se indossa una variazione della sua armatura classica all'inizio del film.
- Nel capitolo cinematografico del DC Extended Universe Wonder Woman il personaggio di Ares, interpretato da David Thewlis, riveste il ruolo di antagonista principale del film. Ha anche un breve cameo in una scena di Justice League. Nella Zack Snyder's Justice League il personaggio si vede più chiaramente rispetto alla versione cinematografica.

### Televisione
- Ares appare in un episodio della serie televisiva a cartoni animati Justice League Unlimited, intitolato Il falco e la colomba, dove il dio mira a far scoppiare una guerra in centro Europa servendosi di una macchina da guerra senziente.
- Ares appare anche nella serie animata DC Super Hero Girls.